# کازیمیش ویژینسکی
کازیمیش ویژینسکی (لهستانی: Kazimierz Wierzyński; ۲۷ اوت ۱۸۹۴ – ۱۳ فوریهٔ ۱۹۶۹) شاعر و روزنامه‌نگار اهل لهستان بود.
از افتخارات وی میتوان به کسب مدال طلا اشعار غنایی در بخش مسابقات هنری بازی‌های المپیک تابستانی ۱۹۲۸ اشاره کرد.